# Myriophyllum muelleri
Myriophyllum muelleri är en slingeväxtart som beskrevs av Otto Wilhelm Sonder. Myriophyllum muelleri ingår i släktet slingor, och familjen slingeväxter. Inga underarter finns listade i Catalogue of Life.